# Lonchoptera lutea
Lonchoptera lutea är en tvåvingeart som beskrevs av Johann Wilhelm Meigen 1809. Lonchoptera lutea ingår i släktet Lonchoptera och familjen spjutvingeflugor. Arten är reproducerande i Sverige. Inga underarter finns listade i Catalogue of Life.

## Bildgalleri

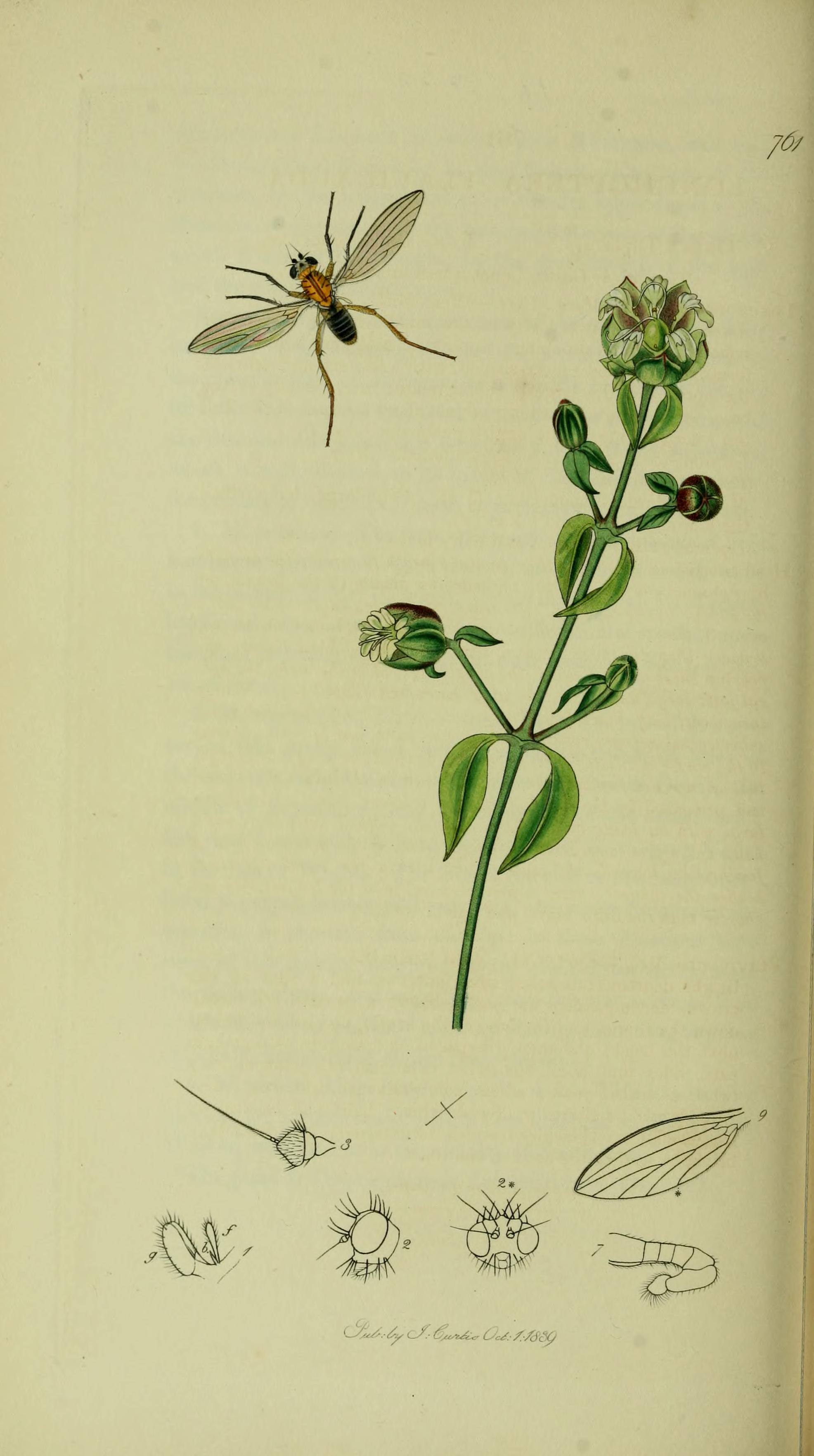
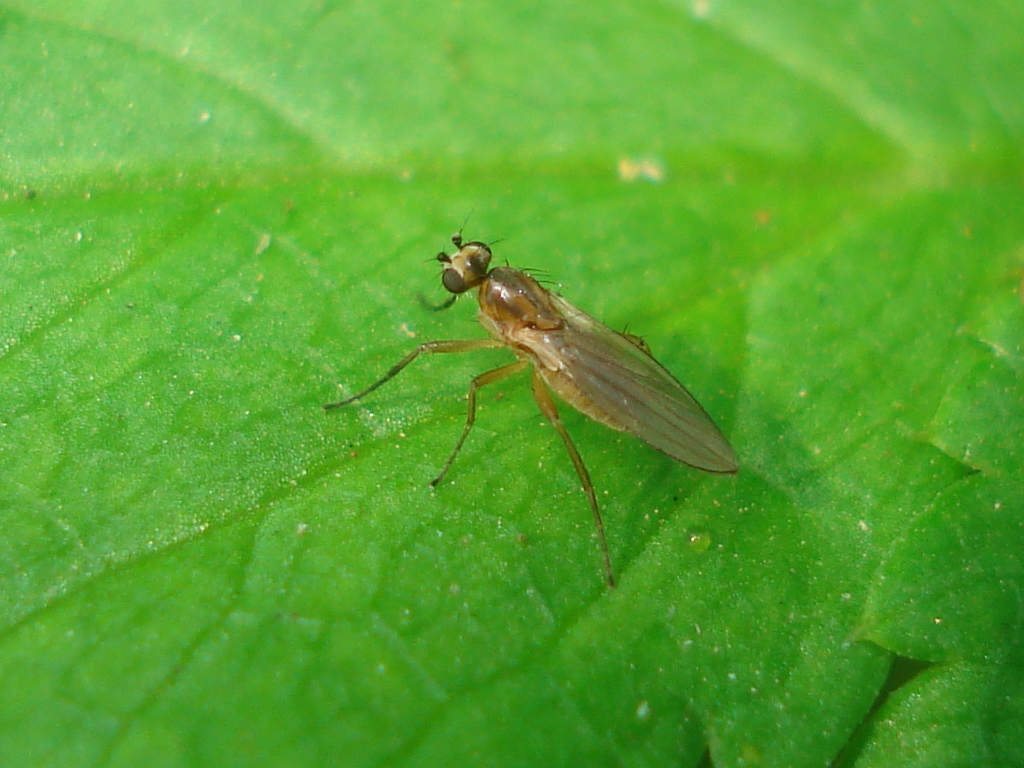
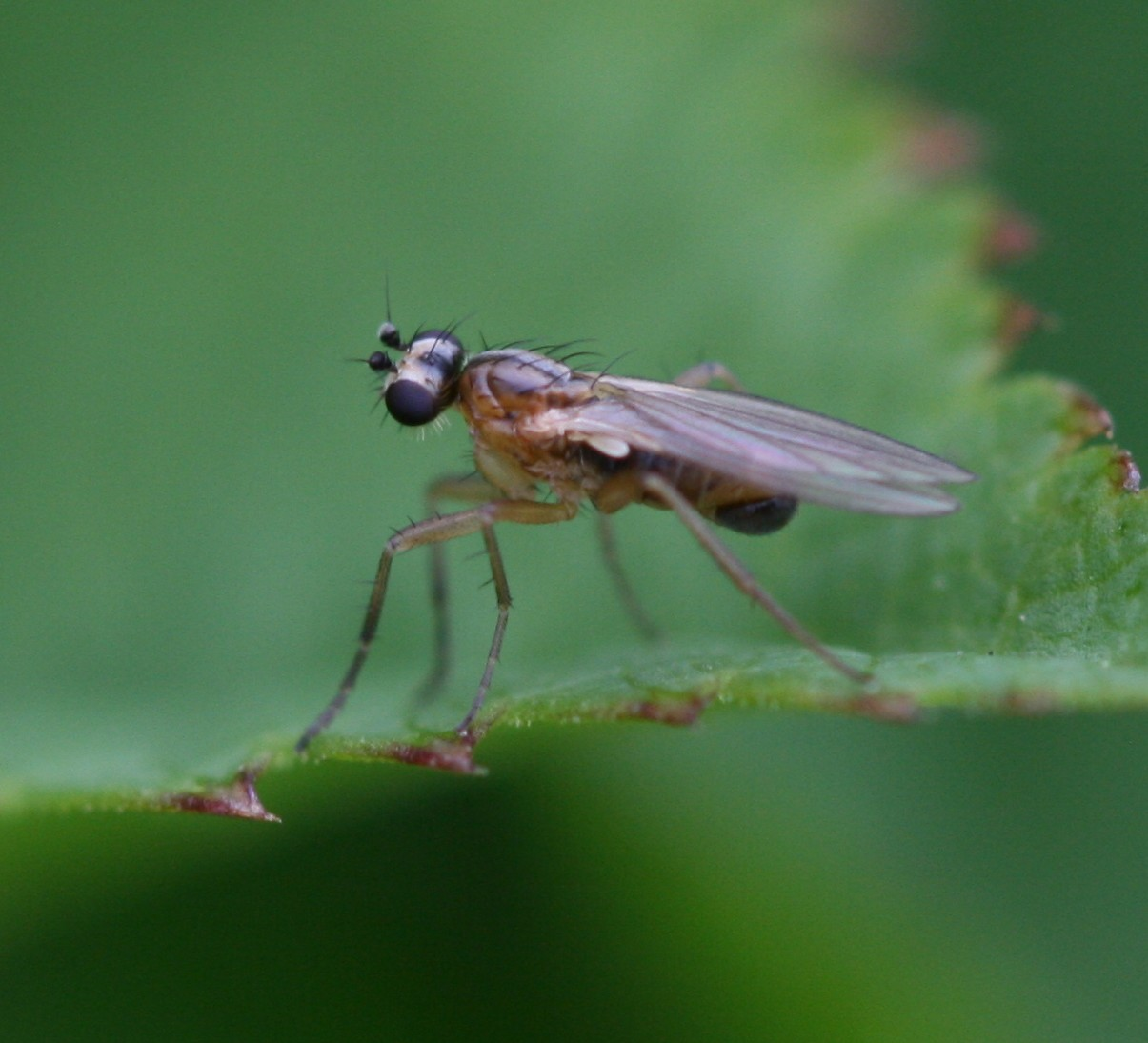